# Cerometopum mosilloides
Cerometopum mosilloides är en tvåvingeart som beskrevs av Cresson 1914. Cerometopum mosilloides ingår i släktet Cerometopum och familjen vattenflugor. Inga underarter finns listade i Catalogue of Life.